# Kirche Letten

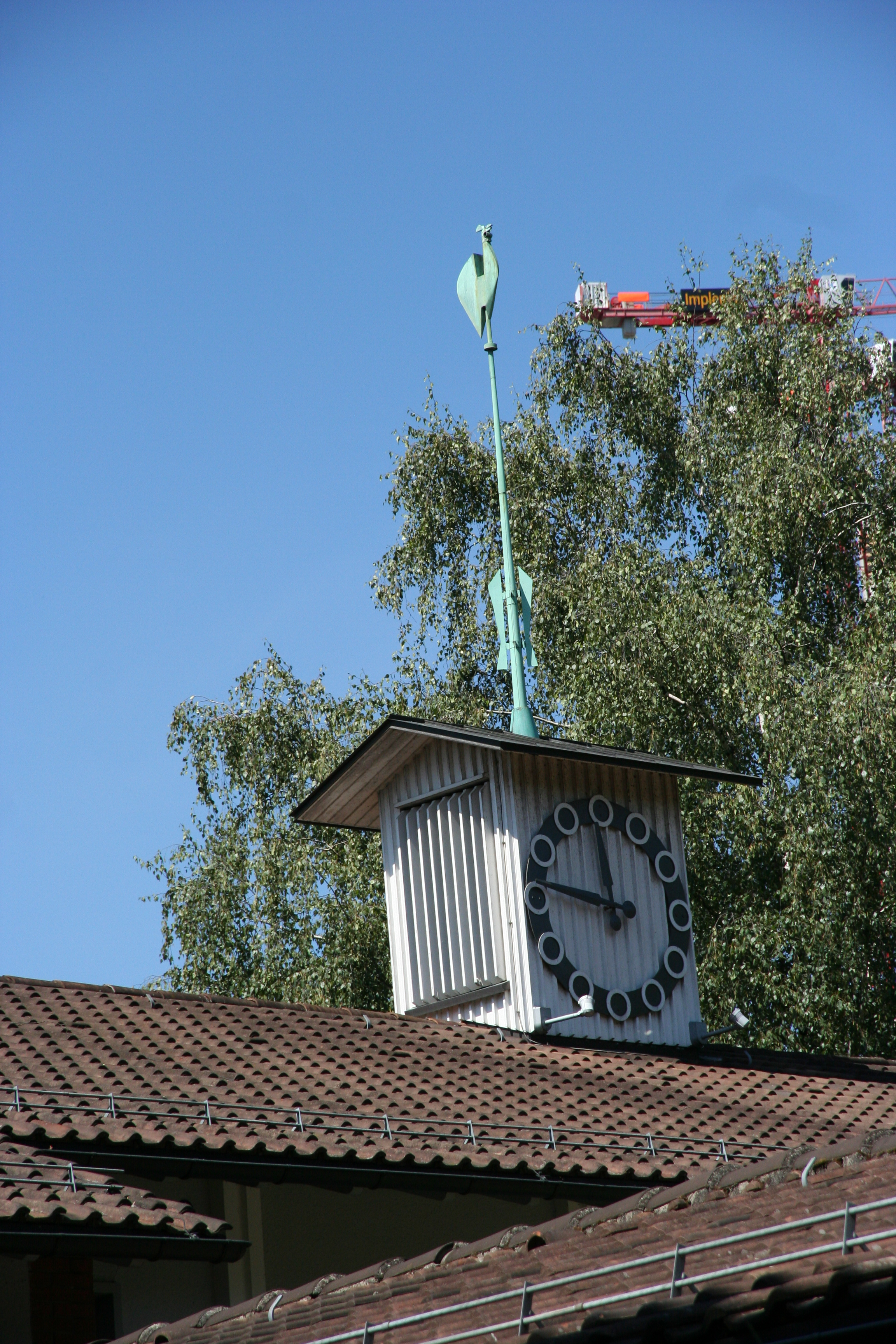
Dachreiter der Kirche Letten

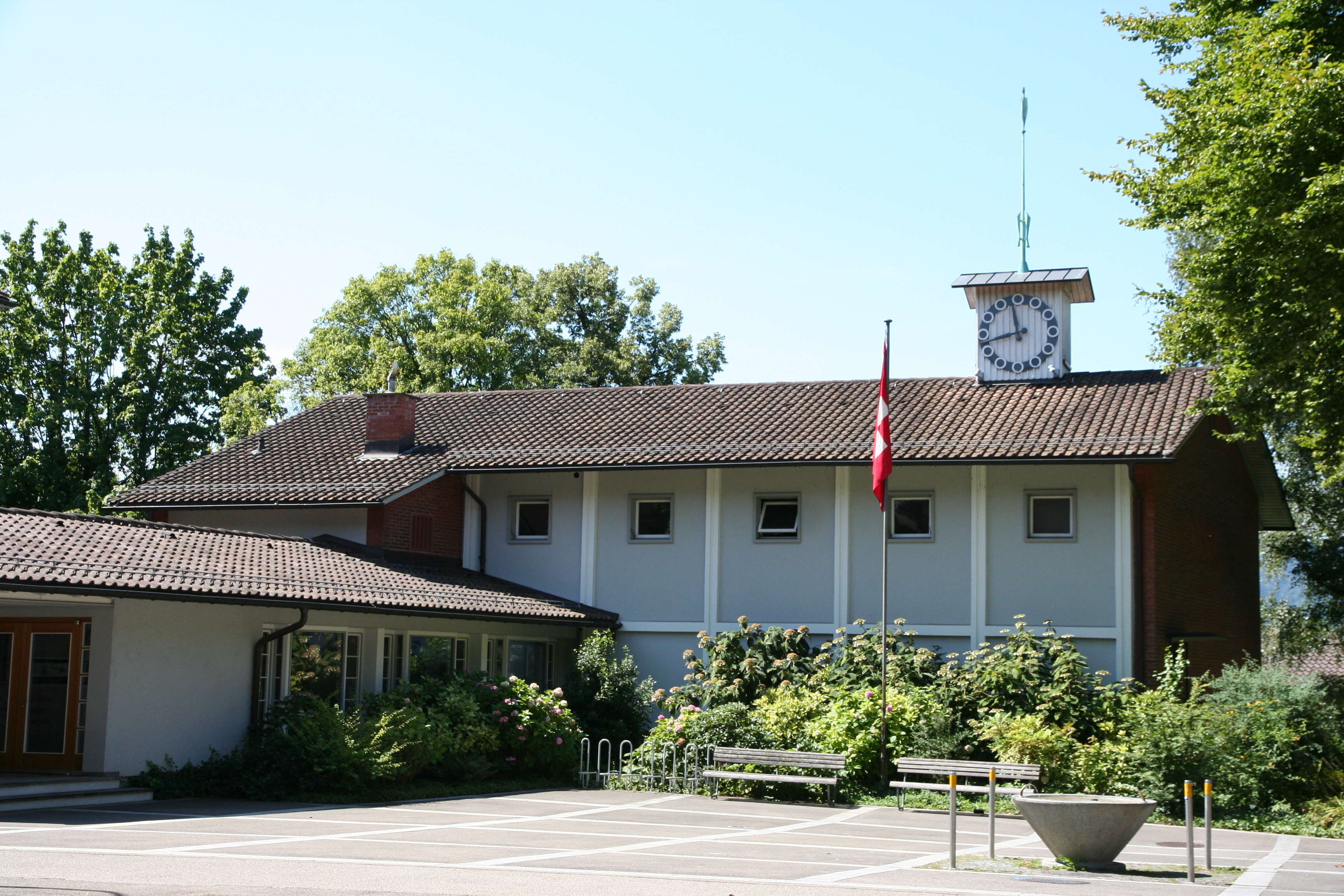
Kirche Letten

Die Kirche Letten ist eine evangelisch-reformierte Kirche im Zürcher Quartier Wipkingen. Sie steht an der Imfeldstrasse 51 und wurde im Landi-Stil erbaut.

## Geschichte
Zwischen 1920 und 1960 wurde das zu Wipkingen gehörende Lettenquartier planmässig errichtet. Die reformierte Kirchgemeinde Wipkingen wollte in dem kinderreichen Gebiet besser präsent sein und baute deshalb zusätzlich zur Kirche Wipkingen in den Jahren 1954 und 1955 die Kirche Letten. Von 1997 bis 2001 erfolgten die Abklärung der Schutzwürdigkeit der Kirche sowie unter Architekt Richard W. Späh die Sanierung des Gotteshauses. Hierbei wurden die Kirchenbänke entfernt und durch eine flexible Bestuhlung ersetzt.

## Baubeschreibung

### Lage
Die bescheiden wirkende Kirche Letten fügt sich harmonisch an die benachbarte Wohnkolonie Wasserwerkstrasse an. Errichtet wurden sowohl die Kirche als auch die Wohnkolonie von den gleichen Architekten, Max Aeschlimann und Armin Baumgartner. Obwohl die Kirche an der Kante des Geländeabhangs zwischen dem Letten-Plateau und dem Limmatufer liegt, vermeidet sie die sich anbietende Dominanz, sodass sie weder vom Limmatufer noch an der Imfeldstrasse gut sichtbar ist. Die Kirche überragt die umliegenden Bauten nicht und ist von der Strasse her etwas zurückversetzt. Hangabwärts steht das Pfarrhaus, das mit der Kirche durch einen Pergolaweg verbunden ist.

### Bauwerk
Die Kirche Letten ist ein längsrechteckiger Raum, der nach Nordwesten ausgerichtet ist. Abgeschlossen wird der niedrige Bau mit einem Satteldach, das von einem kleinen Dachreiter bekrönt wird. Im rechten Winkel ist an die Saalkirche eine niedere Vorhalle angebaut. Die zur Imfeldstrasse gerichtete Fassade ist gerastert und besitzt gleichsam als Obergaden fünf kleine, quadratische Fenster. Die Südwestfassade dagegen wird durch grössere Fensterflächen geprägt. Die Kirche besitzt im Chorbereich zusätzlich ein Betongitterfenster mit buntem Glas.

### Ausstattung
Das Innere der Kirche ist ein schlicht gestalteter Raum, der mit viel Holz ausgestattet ist. Die Chorwand besteht dagegen aus einer Sichtbacksteinmauer. Der Chorbereich ist vom Kirchenraum leicht abgesetzt. Im Nord- und Südosten befindet sich eine Empore, welche das Fassungsvermögen der Kirche erhöht. Die Lichtführung trägt dazu bei, dass die Kirche keine mystische Atmosphäre erzeugt, sondern in der Tradition eines hellen, nüchternen Predigtraums steht. Armin Baumgartner schuf als künstlerische Elemente die Reliefs Bibel, Abendmahlbrot und Taube.

### Orgel
1955 errichtete die Firma Orgelbau Maag AG eine Multiplexorgel mit elf klingenden Registern und elf Transmissionen auf zwei Manualen und Pedal. 1963 wurde das Instrument umgebaut und erweitert. Es besitzt seitdem 15 klingende Register mit 15 Transmissionen / Verlängerungen auf zwei Manualen und Pedal. Hierbei wurden auch die  Windladen umgebaut und Solenoidventile (Elektroventile) eingebaut. Bei der Renovation der Kirche im Jahr 2001 erfolgte auch eine Revision der Orgel durch Orgelbauer Eduard Müller, Binningen.
| I Hauptwerk C–g3 |             |      |
|                  | Gedackt     | 16′  |
| 1.               | Prinzipal   | 8′   |
|                  | Rohrflöte   | 8′   |
| 2.               | Octave      | 4′   |
|                  | Flöte       | 4′   |
|                  | Gemshorn    | 4′   |
| 3.               | Mixtur IV   | 2/3′ |
| 4.               | Superoctave | 2′   |
|                  | Blockflöte  | 2′   |
|                  | Trompete    | 8′   |

| II Schwellwerk C–g3 |              |       |
| 5.                  | Koppelflöte  | 8′    |
| 6.                  | Spitzflöte   | 8′    |
| 7.                  | Principal    | 4′    |
| 8.                  | Rohrflöte    | 4′    |
| 9.                  | Nasat        | 2/3′  |
| 10.                 | Flageolet    | 2′    |
| 11.                 | Terz         | 13/5′ |
|                     | Larigot      | 1/3′  |
| 12.                 | Plein jeu IV | 1/3′  |
| 13.                 | Clairon      | 4′    |
|                     | Tremulant    |       |

| Pedal C–f1 |            |      |
|            | Gedackt    | 16′  |
| 14.        | Subbass    | 16′  |
|            | Principal  | 8′   |
|            | Gedackt    | 8′   |
|            | Spitzflöte | 8′   |
|            | Choralbass | 4′   |
|            | Bassflöte  | 4′   |
|            | Mixtur     | 2/3′ |
|            | Trompete   | 8′   |
| 15.        | Clairon    | 4′   |

- Koppeln: II/I, I/P, II/P
- Spielhilfen: Registercrescendo, 2 freie Kombinationen, Einzelabsteller Zungen, Mixturen

## Würdigung
Die Kirche Letten ist weitgehend im Originalzustand der 1950er Jahre erhalten. Ihre Architekten orientierten sich einerseits am Landi-Stil, der seit den späten 1930er Jahren in der Schweiz prägend war, andererseits reiht sich die Kirche kunstgeschichtlich in die Architekturtradition der frühen Nachkriegszeit ein und ergänzt damit die Stadtzürcher Kirchen Markuskirche in Seebach und Neue Kirche Altstetten.